# Marcin Sieja
Marcin Sieja (ur. 11 listopada 1962) – polski lekkoatleta zawodnik Agrosu Żary specjalizujący się w biegach ultradługich. 
W 2011 został mistrzem Polski w biegu 24 godzinnym – przebiegł w tym czasie 242 kilometrów i 3 metry. Rok później ponownie został mistrzem kraju w tej konkurencji ustanawiając nieoficjalny rekord Polski – 247 kilometrów i 23 metry.